# Flabellifrontipoda lacustris
Flabellifrontipoda lacustris är en kvalsterart som beskrevs av Cook 1983. Flabellifrontipoda lacustris ingår i släktet Flabellifrontipoda och familjen Oxidae. Inga underarter finns listade i Catalogue of Life.